# Euselasia placidus
Euselasia placidus är en fjärilsart som beskrevs av Adalbert Seitz 1916. Euselasia placidus ingår i släktet Euselasia och familjen Riodinidae. Inga underarter finns listade i Catalogue of Life.